# Your Good Girl's Gonna Go Bad
Your Good Girl's Gonna Go Bad é o álbum de estreia da cantora e compositora country estadunidense Tammy Wynette. Foi lançado em 1 de maio de 1967 pela Epic Records.

## Performance comercial
O álbum alcançou a 7ª posição na parada da Billboard de álbuns country. O primeiro single do álbum, "Apartment # 9", foi lançado em 19 de outubro de 1966, antes do álbum, e alcançou a posição 44 na Billboard Hot Country Songs. O segundo single do álbum, "Your Good Girl's Gonna Go Bad", foi lançado em 10 de fevereiro de 1967 e alcançou a terceira posição, tornando-se o primeiro single de Wynette entre os dez primeiros.
"Apartment # 9" é um cover de uma canção que o músico country americano Bobby Austin co-escreveu e lançou como single (como "Apartment No. 9") em 1966. Austin usou o nome de sua esposa, Fern Foley, está no crédito das composições.

## Lista de faixas
| Lado A |                                                         |                                                   |         |  |
| N.º    | Título                                                  | Compositor(es)                                    | Duração |  |
| 1.     | "Apartment No. 9"                                       | Johnny Paycheck, Fern Foley, Charles "Fuzzy" Owen | 2:54    |  |
| 2.     | "Don't Come Home a Drinkin' (With Lovin' On Your Mind)" | Loretta Lynn, Peggy Sue Wells                     | 2:02    |  |
| 3.     | "Don't Touch Me"                                        | Hank Cochran                                      | 2:41    |  |
| 4.     | "There Goes My Everything"                              | Dallas Frazier                                    | 2:37    |  |
| 5.     | "Send Me No Roses"                                      | Hank Mills                                        | 2:53    |  |

| Lado B         |                                   |                              |         |  |
| N.º            | Título                            | Compositor(es)               | Duração |  |
| 1.             | "Your Good Girl's Gonna Go Bad"   | Billy Sherrill, Glenn Sutton | 2:00    |  |
| 2.             | "Walk Through This World with Me" | Sandra Seamons, Kay Savage   | 2:40    |  |
| 3.             | "I'm Not Mine to Give"            | Fred Lehner                  | 2:14    |  |
| 4.             | "I Wound Easy (But I Heal Fast)"  | Bill Owens                   | 2:21    |  |
| 5.             | "Almost Persuaded"                | Billy Sherrill, Glenn Sutton | 2:55    |  |
| Duração total: | Duração total:                    | Duração total:               | 48:03   |  |

## Desempenho comercial

### Álbum
| Ano  | Paradas                    | Posição alcançada |
| ---- | -------------------------- | ----------------- |
| 1967 | Country Albums (Billboard) | 7                 |

| Críticas profissionais | Críticas profissionais |
| Avaliações da crítica  | Avaliações da crítica  |
| Fonte                  | Avaliação              |
| ---------------------- | ---------------------- |
| Allmusic               | [ 6 ]                  |

### Singles
| Ano  | Single                          | Paradas                     | Posição alcançada |
| ---- | ------------------------------- | --------------------------- | ----------------- |
| 1966 | "Apartment #9"                  | Country Singles (Billboard) | 44                |
| 1967 | "Your Good Girl's Gonna Go Bad" | Country Singles (Billboard) | 3                 |

## Referencias
1. ↑  «Tammy Wynette – Apartment #9»
2. ↑  «Tammy Wynette – Your Good Girl's Gonna Go Bad»
3. ↑  «Your Good Girl's Gonna Go Bad - Tammy Wynette». Tammy Wynette. Consultado em janeiro 15, 2021
4. ↑  «Your Good Girl's Gonna Go Bad by Tammy Wynette on Apple Music» (em inglês). Consultado em janeiro 15, 2021
5. ↑  «Billboard Magazine - July 22, 1967» (PDF). American Radio History. Billboard Magazine. Consultado em janeiro 15, 2021
6. ↑  Cook, Stephen. Your Good Girl's Gonna Go Bad (em inglês) no AllMusic
7. ↑  «Billboard Magazine - January 28, 1967» (PDF). American Radio History. Billboard Magazine. Consultado em janeiro 15, 2021
8. ↑  «Billboard Magazine - June 10, 1967» (PDF). American Radio History. Billboard Magazine. Consultado em janeiro 15, 2021